# William Palmer, 2. hrabě ze Selborne
William Waldegrave Palmer, 2. hrabě ze Selborne (William Waldegrave Palmer, 2nd Earl of Selborne, 2nd Viscount Wolmer, 2nd Baron Selborne) (17. října 1859, Londýn, Anglie – 26. února 1942, Londýn, Anglie) byl britský státník a koloniální administrátor. Byl synem významného právníka Roundella Palmera a po něm od roku 1895 členem Sněmovny lordů. Jako zeť premiéra markýze ze Salisbury a člen Liberálně unionistické strany byl ministrem námořnictva (1900–1905) a zemědělství (1915–1916), významně se uplatnil ve správě kolonií v jižní Africe. V roce 1909 získal Podvazkový řád. Jeho syn Roundell Palmer byl významným politikem Konzervativní strany.

## Životopis

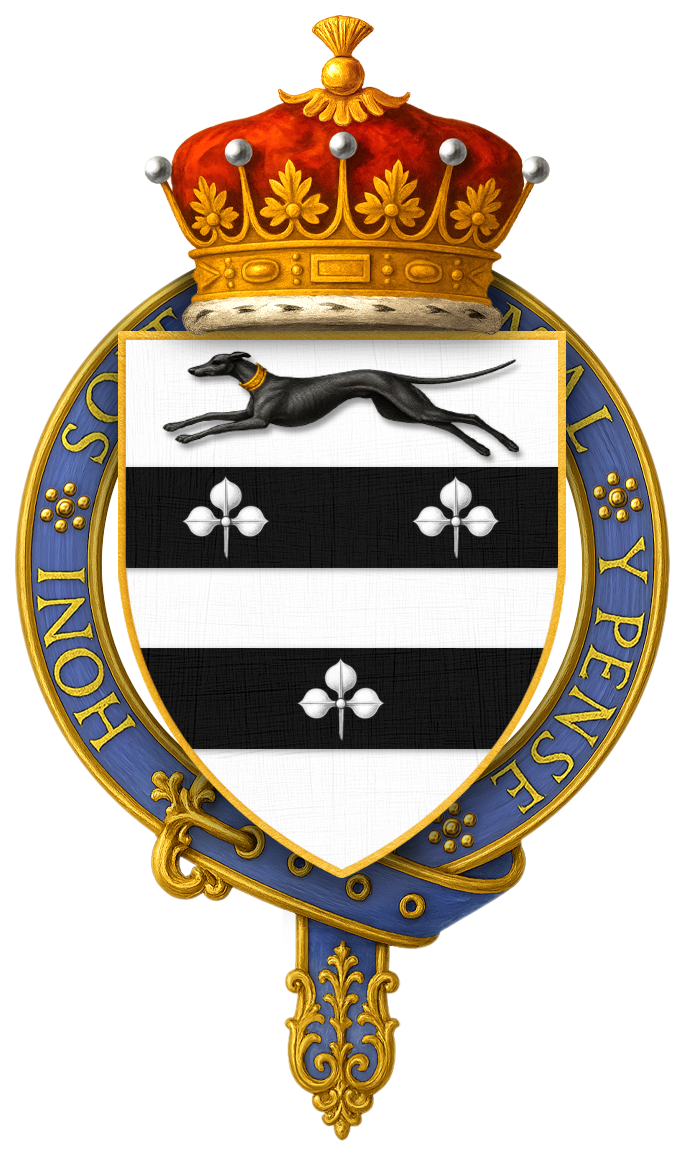
Erb 2. hraběte ze Selborne s dekorací Podvazkového řádu

Narodil se jako pátý potomek a jediný syn významného právníka a lorda kancléře Roundella Palmera (1812–1895), po matce byl spřízněn se šlechtickou rodinu Waldegrave. Absolvoval oxfordskou univerzitu, kde vynikl jako student historie. Kariéru zahájil jako soukromý tajemník ministra Hugha Childerse (1882–1885). V letech 1885–1895 byl členem Dolní sněmovny, původně patřil k liberálům, spolu s otcem později přešel k liberálním unionistům. V roce 1895 po otci zdědil titul hraběte a vstoupil do Sněmovny lordů (do té doby jako jeho dědic užíval titul vikomta Wolmera). Ve vládě svého tchána markýze ze Salisbury byl státním podsekretářem kolonií (1895–1900) a v této funkci získal vliv díky probíhající búrské válce, která byla tehdy stěžejním tématem britské zahraniční a koloniální politiky. Jako hrabě ze Selborne byl zároveň mluvčím ministerstva kolonií ve Sněmovně lordů (jeho nadřízený ministr kolonií Joseph Chamberlain byl poslancem Dolní sněmovny). Od roku 1900 byl členem Tajné rady a v letech 1900–1905 prvním lordem admirality. V roce 1905 obdržel Řád sv. Michala a sv. Jiří.
V letech 1905–1910 byl vysokým komisařem v jižní Africe, respektive guvernérem v Transvaalu, kde jako nestranný a schopný politik získal popularitu. V roce 1909 získal Podvazkový řád. Po návratu z Afriky žil v soukromí, znovu se vrátil do vlády za první světové války v rámci Asquithova koaličního kabinetu a v letech 1915-1916 byl prezidentem úřadu pro zemědělství.
Získal čestné doktoráty v Oxfordu a Cambridge, v letech 1929–1942 zastával čestnou hodnost hofmistra ve Winchesteru.

## Manželství a potomstvo
V roce 1883 se oženil s Beatrix Cecil (1858–1950), dcerou premiéra 3. markýze ze Salisbury. Měli spolu čtyři děti. Nejstarší syn Roundell (1887–1972) byl dědicem titulů a politikem Konzervativní strany. Druhorozený syn Robert Palmer (1888–1916) padl za první světové války a třetí syn William Palmer (1894–1971) se angažoval v regionální správě hrabství Hampshire. Dcera Mabel Palmer (1884-1958) byla manželkou 5. hraběte Greye, angažovala se ve veřejném dění a v letech 1934–1935 byla členkou vládní komise pro univerzitu v Durhamu.